# Ain Johra-Sidi Boukhalkhal
Ain Johra-Sidi Boukhalkhal (en àrab عين جوهرة-سيدي بوخلخال, ʿAyn Jūhra-Sīdī Būẖalẖāl; en amazic ⵄⵉⵏ ⵊⵓⵀⵕⴰ) és una comuna rural de la província de Khémisset, a la regió de Rabat-Salé-Kenitra, al Marroc. Segons el cens de 2014 tenia una població total de 17.307 persones.